# دستور زبان فارسی (کتاب جونز)
دستور زبان فارسی یا شکرستان در نحوی زبان پارسی کتابی از سر ویلیام جونز (یونس آکسفردی) است که در سال ۱۷۷۱ منتشر شد.
این کتاب احتمالاً اولین کتاب دستور زبان فارسی است که به یک زبان اروپایی نوشته شد.